# Idiopsar à queue courte

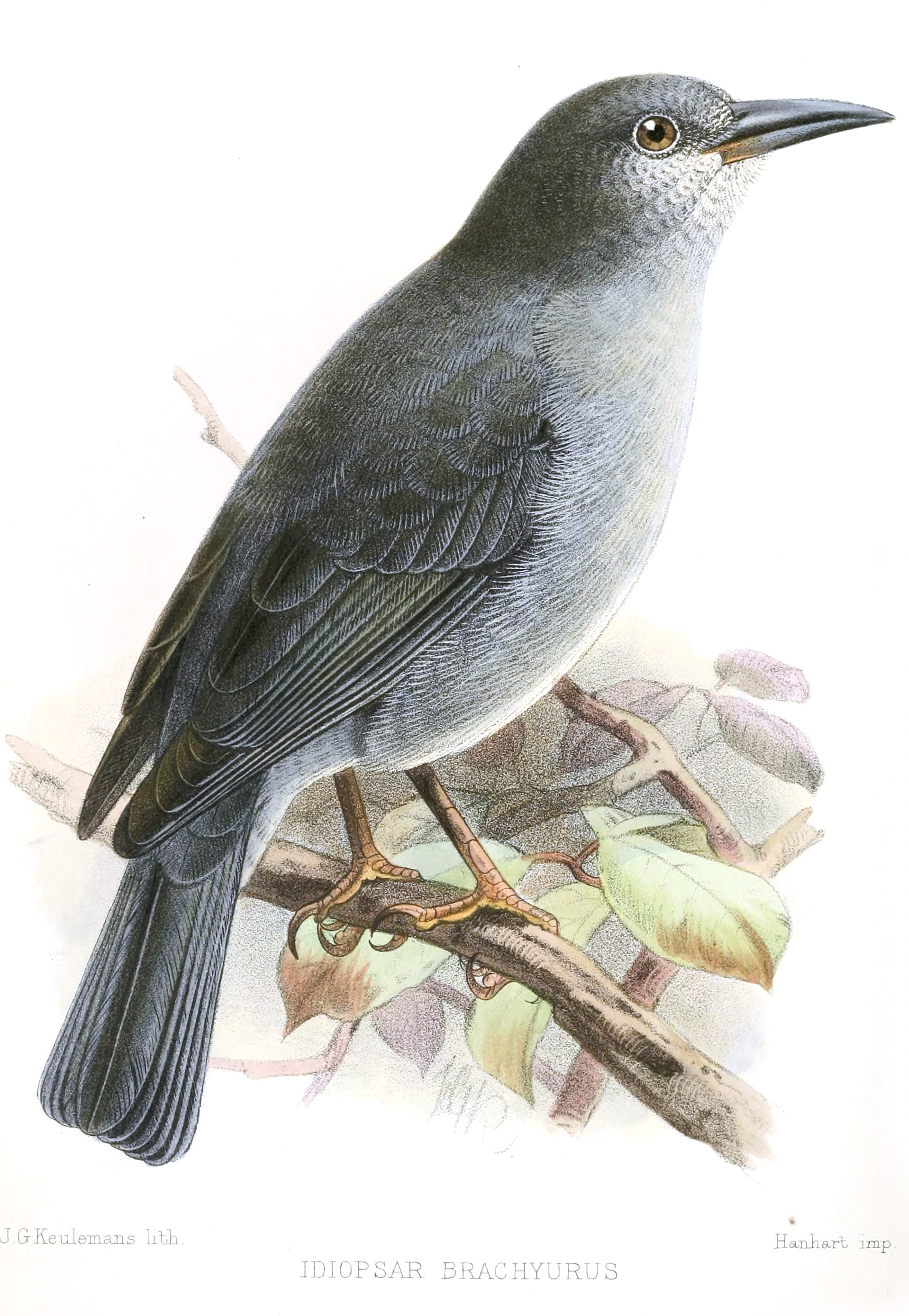

Idiopsar brachyurus
Espèce
Statut de conservation UICN

 LC  : Préoccupation mineure
L'Idiopsar à queue courte (Idiopsar brachyurus) est une espèce de passereaux de la famille des Thraupidae.

## Répartition
Son aire s'étend sur l'est de la puna (du sud-est du Pérou au nord-ouest de l'Argentine).